# Papradno
Papradno este o comună slovacă, aflată în districtul Považská Bystrica din regiunea Trenčín. Localitatea se află la altitudinea de 400 m deasupra n.m., se întinde pe o suprafață de 55,97 km2 și în 2017 număra 2.470 de locuitori.

## Istoric
Localitatea Papradno este atestată documentar din 1525.

## Demografie
| An:                | 1994 | 2004   | 2014   | 2024   |
| ------------------ | ---- | ------ | ------ | ------ |
| Număr de persoane: | 2724 | 2540   | 2543   | 2357   |
| Diferență:         |      | −6,75% | +0,11% | −7,31% |

| An:                | 2023 | 2024   |
| ------------------ | ---- | ------ |
| Număr de persoane: | 2394 | 2357   |
| Diferență:         |      | −1,54% |